# Bạch đàn trắng
Bạch đàn trắng (Eucalyptus camaldulensis) là loài cây thuộc chi Bạch đàn Eucalyptus. Đây là một trong số khoảng 800 loài thuộc chi này. Bạch đàn trắng là loài bản địa của Úc, hiện được trồng ở nhiều nơi trên khắp thế giới.

## Miêu tả

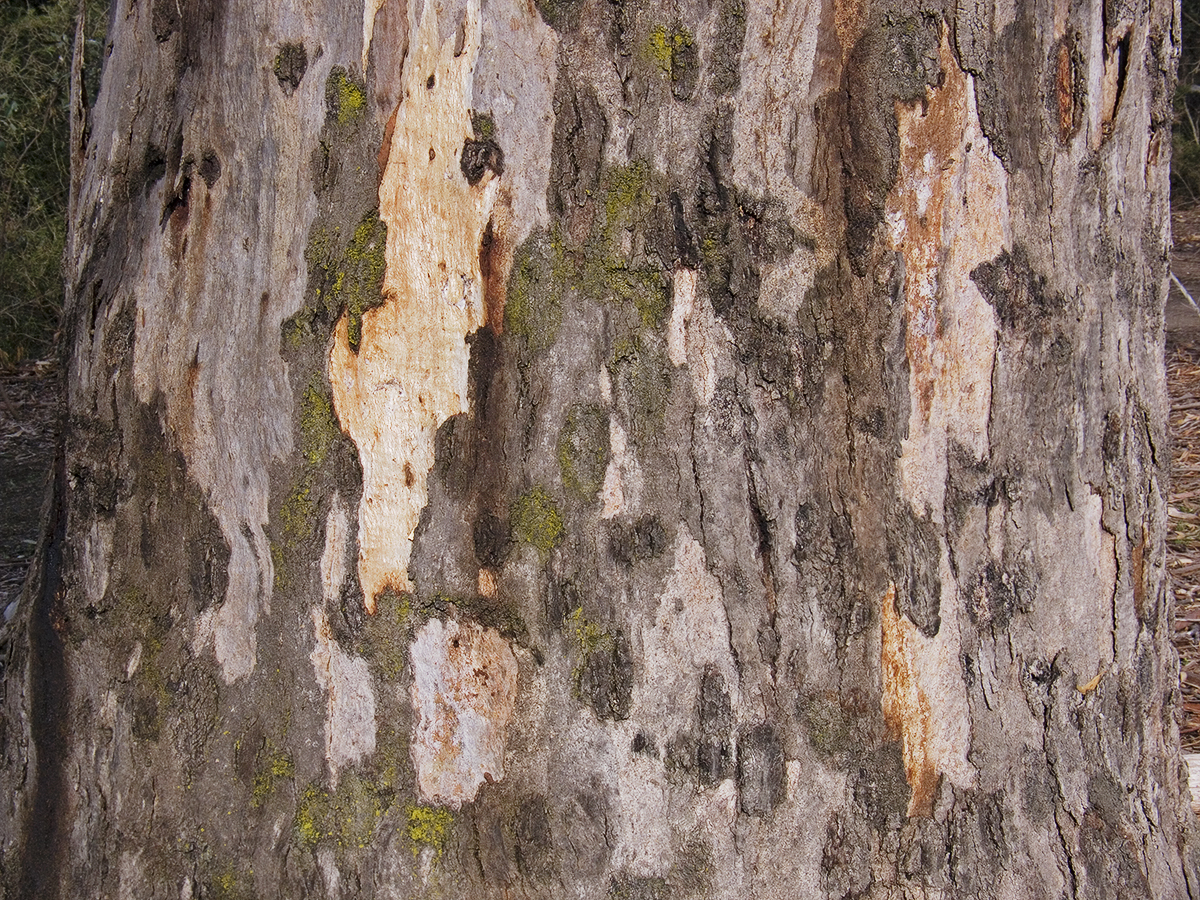
Gốc cây

Thân cây bạch đàn trắng cao đến 45 mét; thân phẳng với những dải màu từ trắng, xám đến nâu đỏ
Cây mọc thẳng trong điều kiện thích hợp, nhưng cũng có thể phân nhánh nếu khí hậu khô hơn.

## Khóa phân loại
Eucalyptus camaldulensis gồm hai thứ là E. camaldulensis var. camaldulensis, E. camldulensis var. obtusa và một phân loài là Eucalyptus simulata, phân bố ở bắc Queensland, là cây lai giữa var. obtusa với Eucalyptus tereticornis.
Tại Việt Nam, cây bạch đàn trắng được di thực đến và hiện có nhiều giống cây trồng khác nhau: bạch đàn trắng Nghĩa Bình, bạch đàn trắng Bắc Trung Bộ, bạch đàn trắng Nam Trung Bộ...

## Phân bố

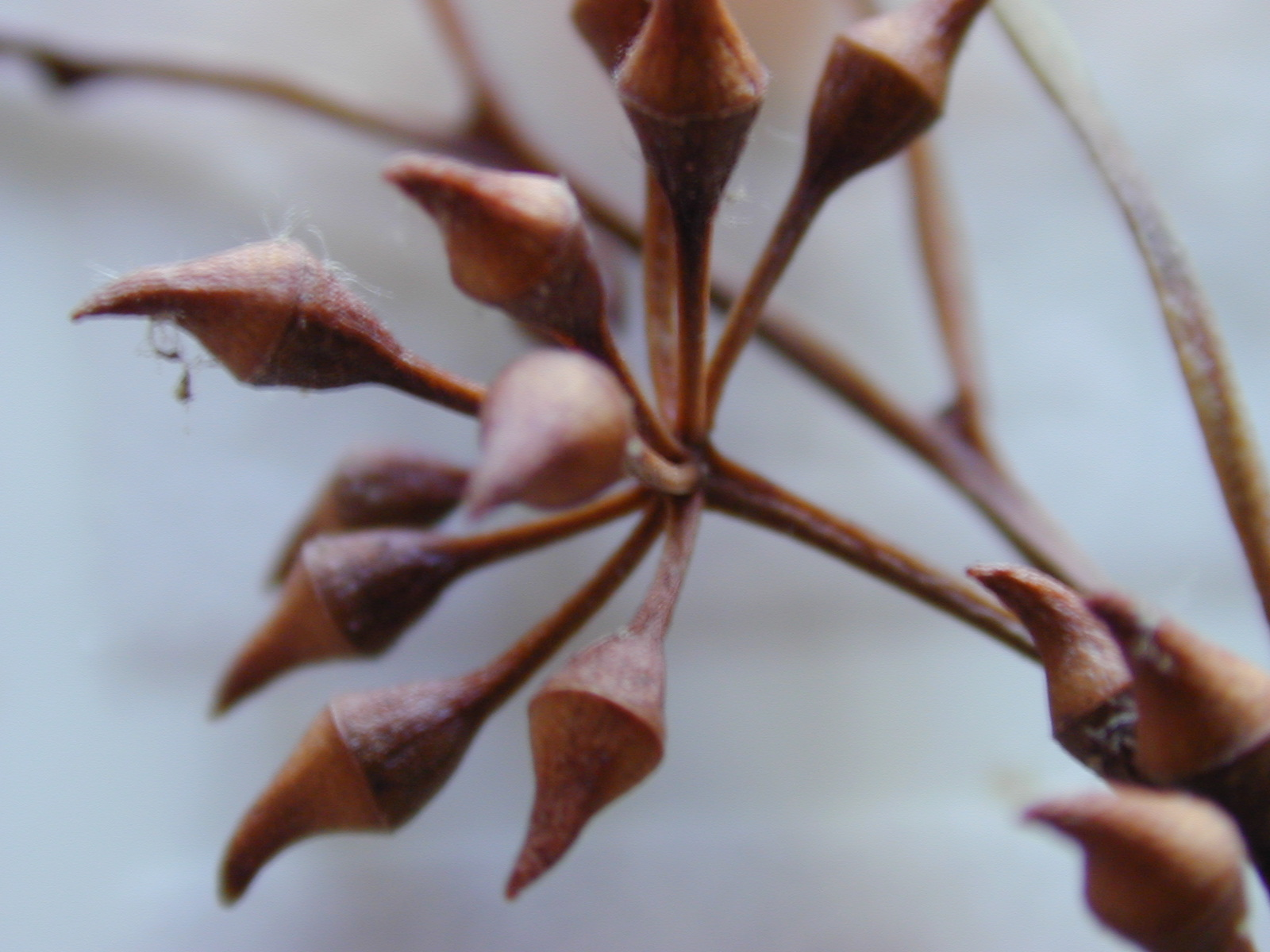
Hoa bạch đàn trắng